# Paul Heim
Paul Heim (ur. 15 października 1879 w Stuttgarcie, zm. 22 lutego 1963 tamże) – niemiecki architekt działający głównie we Wrocławiu.

## Życiorys
W roku 1895 po zdobyciu zawodu kamieniarza rozpoczął naukę w Szkole Rzemiosł Budowlanych w Stuttgarcie, gdzie poznał i zaprzyjaźnił się z Albertem Kempterem, który później został jego szwagrem, wspólnikiem i współautorem najważniejszych projektów realizowanych w latach dwudziestych i trzydziestych we Wrocławiu. Po ukończeniu nauki w roku 1900 rozpoczął pracę w zawodzie architekta. Początkowo zatrudniony był w firmie Paula Schultze-Naumburga. W roku 1910 przybył do Wrocławia, gdzie rozpoczął pracę w biurze miejskiego radcy budowlanego Maksa Berga. W tym czasie uczestniczył w tworzeniu projektów opracowywanych pod jego kierunkiem m.in. najważniejszego dzieła w karierze Berga – Hali Stulecia. We Wrocławiu mieszkał i pracował przez następne 35 lat, tu powstały najważniejsze jego projekty. Po I wojnie światowej pracował już jako wolny architekt, początkowo wraz z Hermannem Wahlichem, a później z Albertem Kempterem, z którym założył firmę Heim & Kempter. Okres największych sukcesów spółki Heima i Kemptera to lata dwudzieste, kiedy to zrealizowano według ich projektów kilkanaście osiedli domów mieszkalnych we Wrocławiu: na Sępolnie, Biskupinie, Grabiszynie, Pilczycach, Księżu Małym i Osiedlu Henrykowskim. Projekty te były realizowane na zlecenie największej wówczas wrocławskiej spółdzielni mieszkaniowej – Siedlungsgesellschaft Breslau A.G.Ważnym wydarzeniem dla ich spółki był udział w roku 1929 w wystawie „Mieszkanie i Miejsce Pracy”, gdzie zaprojektowali dwa domy we wzorcowym osiedlu tej wystawy: galeriowy dom wielorodzinny i przedszkole. Oba budynki zebrały później wiele pochlebnych recenzji. W latach trzydziestych po przejęciu władzy przez nazistów projektował głównie domy jednorodzinne. W roku 1945 wyjechał z Wrocławia i powrócił do Stuttgartu, gdzie pracował nadal jako wolny architekt, brał m.in. udział w konkursie na odbudowę miasta ze zniszczeń wojennych.

## Ważniejsze dzieła

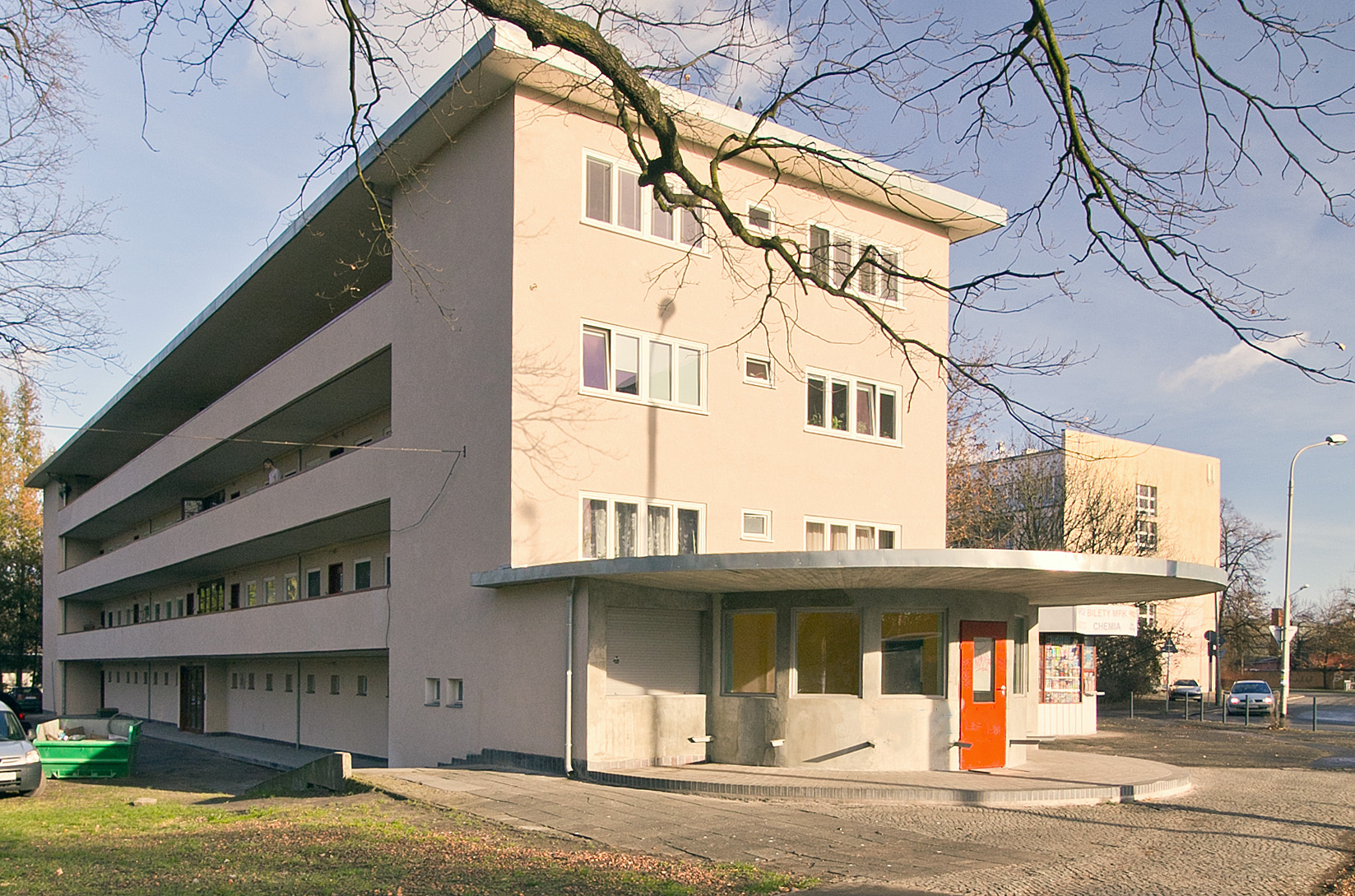
jeden z budynków WUWA

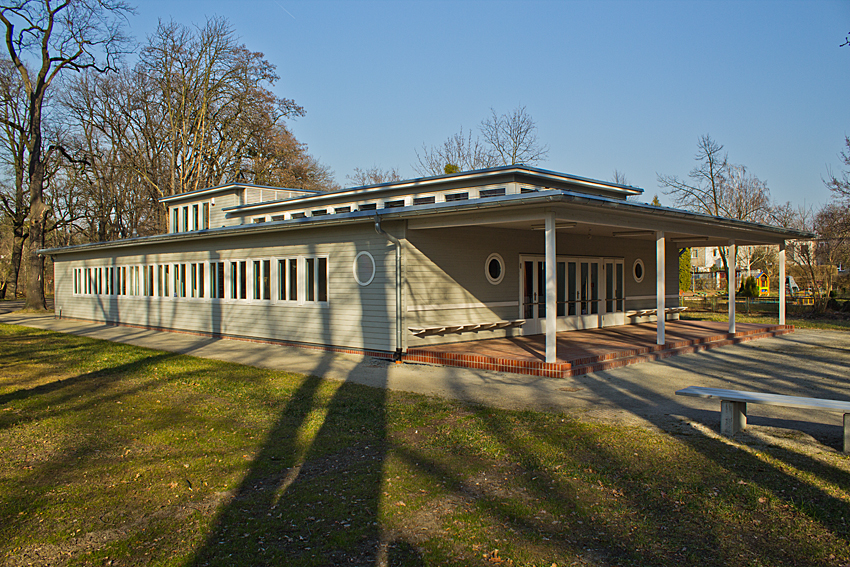
Odnowiony budynek przedszkola z wystawy WUWA

- 1919-20 – plan urbanistyczny osiedla Sępolno wraz z Hermannem Wahlichem
- 1919-23 – domy przy ul. Jezierskiego, Godebskiego i Głowackiego na osiedlu Sępolno wraz z Hermannem Wahlichem oraz samodzielnie
- 1921-24 – osiedle Eichborngarten pomiędzy ulicami Inżynierską i Hallera wraz z Albertem Kempterem
- 1922 – siedziba spółdzielni „Vorwärts” przy ul. Kościuszki 133
- 1926 – osiedle Merckelstraße między ul. Nyską i Sernicką wraz z Albertem Kempterem
- 1926-28 – domy przy ul. Sowińskiego, Dembowskiego,Partyzantów i innych na osiedlu Sępolno wraz z Albertem Kempterem
- 1928 – osiedla bloków mieszkalnych Księże Małe wraz z Albertem Kempterem, Gustavem Wolfem, Hansem Thomasem i Rudolfem Sackiem
- 1928 – domy wielorodzinne przy ul. Hallera i Mieleckiej wraz z Albertem Kempterem
- 1928 – projekt urbanistyczny osiedla Biskupin wraz z Albertem Kempterem
- 1928-30 – osiedle Pilczyce przy ul. Górniczej wraz z Albertem Kempterem
- 1929 – wielorodzinny dom galeriowy nr 1 na osiedlu wzorcowym wystawy WUWA przy ul. Tramwajowej 2 wraz z Albertem Kempterem
- 1929 – przedszkole dla 60 dzieci nr 2 na osiedlu wzorcowym wystawy WUWA przy ul. Wróblewskiego 18 wraz z Albertem Kempterem
- 1933 – dom własny przy ul. Smoczej 28 na Strachocinie
- 1935 – wielorodzinny dom mieszkalny przy ul. Jantarowej 3–3a wraz z Albertem Kempterem (budynek niezachowany)
- 1938 – siedziba spółdzielni Siedlungsgesellschaft Breslau A.G przy ul. Szewskiej wraz z Albertem Kempterem

## Literatura
- Rafał Eysymontt, Jerzy Ilkosz, Agnieszka Tomaszewicz, Jadwiga Urbanik (red.): Leksykon architektury Wrocławia. Wrocław: Via Nova, 2011. Brak numerów stron w książce
- Jadwiga Urbanik: WUWA 1929-2009. Wrocławska wystawa Werkbundu. Wrocław: Muzeum Architektury we Wrocławiu, 2009. Brak numerów stron w książce